# Privat: mejlkorrespondens
Privat: mejlkorrespondens är en bok av Carolina Gynning och Alex Schulman utgiven 2007 av Damm Förlag AB. Boken består av deras mejlkonversation som blir allt mer privat.